# Juan Manuel Chumilla-Carbajosa
Juan Manuel Chumilla-Carbajosa (Cartagena, Múrcia, 1961) és un cineasta, escriptor i artista multidisciplinari espanyol.
S'inicia al cinema rodant pel·lícules en super-8, amb les quals obté diversos guardons. Abandona els seus estudis de Dret, Filosofia i Ciències de la Informació, per a ingressar en el Centre Sperimentale di Cinematografia de Roma, on el 1985 es titula en l'especialitat de direcció de cinema i televisió, sent el seu tutor Gianni Amelio.
El 1985 roda en blanc i negre el curtmetratge L'uomo della folla, lliurement inspirat en el relat homònim d'Edgar Allan Poe, en el que hi participen alguns dels seus llavors companys del CSC com Arnaldo Catinari, Cesare Apolito, Leopoldo Santovincenzo, Edi Liccioli, Marina Roberti o Gianluca Arcopinto.
El 1986 obté el premi europeu Primo Volo del Festival d'Agrigent pel seu curtmetratge Berenice (1985), també basat en una història de Poe. Aquest mateix any rep un accèssit del Premi Marquès de Bradomín de textos teatrals amb l'obra Una acera en la pared. El productor espanyol Elías Querejeta el crida per formar part del projecte 7 Huellas, al costat d'altres cineastes de la seva generació, com Julio Medem o Gracia Querejeta. Amb Medem escriu el guió de Martín (1988) en el qual també intervé com a actor. El seu treball El número marcado (1987), produït per Elías Querejeta, és nominat als premis Goya el 1990, any en què crea Kinos Klan, la seva pròpia empresa de producció.
El 1992 dirigeix el seu primer llargmetratge, El Infierno Prometido, inspirat en el mite d'Orfeu, una coproducció hispà-italiana que Chumilla-Carbajosa sempre ha considerat una obra incompleta en la seva filmografia i que anys més tard serviria de base i inspiració per a The Unmaking of, pel·lícula apòcrifa que narra les peripècies d'Alex Fortuna, alter ego del director, durant el rodatge del seu opera prima. El 1995 dirigeix Carmen Maura, Juanjo Puigcorbé, Jean-Pierre Cassel i Rafael Álvarez “El Brujo” en la coproducció europea Amores que matan, una comèdia negra inspirada en la iconografia de Norman Rockwell de la que és coproductor, guionista i director. La pel·lícula s'estrena, fora de concurs, en la secció oficial del festival de Mont-real, sent destacada per la revista Variety i suscitant l'interès de la 20th Century Fox.
El 1999 propícia el debut cinematogràfic de Paz Vega i Eduard Fernández amb Zapping, puzle audiovisual entorn del món de la teleporqueria.
Ha estat assessor i docent en la Fundació per a la Recerca de l'Audiovisual/Universitat Internacional Menéndez Pelayo (FIA-UIMP) a València, l'Escuela Internacional de Cine y Televisión (EICTV) de Cuba, l'Institut Sundance, la Fundació Autor o la Motion Pictures Association (MPA), entre altres institucions.
Col·labora amb diversos periòdics i revistes espanyoles i estrangeres El País, Finzioni, Arrecife, Cineaste, etc. Les seves posteriors pel·lícules se situen en un constant equilibri entre la ficció i el documental: Desnudos desnudos (2003), premiada en diversos festivals internacionals, que narra les relacions entre un fotògraf i els seus models, Buscarse la vida (2006), documental sobre el quart món, i El agua de la vida (2008), en la que un riu té veu i mirada; aquestes dos últimes fruit de la seva col·laboració amb el productor Elías Querejeta.
The Unmaking of (O cómo no se hizo) (2010) gana el Premi Especial del Jurat Punt de Trobada en la 55a edició de la SEMINCI (Setmana Internacional de Cinema de Valladolid). El seu treball creatiu abasta altres facetes com la literatura, la fotografia, el disseny gràfic i les arts plàstiques.
Des de 2010, impulsa la creació del MIFI (Mediterranean International Film Institute) per al desenvolupament de les noves tecnologies i les seves aplicacions creatives.

## Filmografia
Llargmetratges
- Regreso al Horizonte (2017)
- El Infierno Prometido (El montaje de Fortuna) (2013)
- The Unmaking of (O cómo no se hizo)(2010)
- El agua de la vida (2008)
- Buscarse la vida (2006)
- Desnudos Desnudos (2003)
- Zapping (1999)
- Amores que matan (1996)
- El Infierno Prometido (1993)

Curtmetratges
- La Rumba! (2013)
- Magos como tú (2005)
- Cuento de Navidad (para indigentes) (2000)
- El número marcado (1989)
- Berenice (1985)
- L'uomo della folla (1984-86)